# Mattheus Bernard Hoogeveen
Mattheus Bernard Hoogeveen (Giethoorn, 28 september 1862 – Haarlem, 5 mei 1941) was een Nederlands hoofdonderwijzer die als bedenker van het leesplankje van Hoogeveen bekendheid geniet; hele generaties hebben leren lezen met de Hoogeveense lesmethode aan de hand van leesplankjes met afbeeldingen en losse letters.
Hoogeveen was van 1888 tot 1894 hoofd van de openbare school in Stiens. Het is heel waarschijnlijk dat Hoogeveen zijn leesmethode op zijn eigen school in Stiens heeft uitgeprobeerd. In 1894 werd hij schoolhoofd in Deventer en nog weer later directeur van een kweekschool in Leiden. In Deventer werd zijn leesplankje uitgegeven door boekhandel en uitgeverij Brinkgreve.

## Meer informatie
- http://www.jetses.nl/leesmethodeenontluike.html
- https://www.het-leesplankje.nl/